# Sopa tarasca
Sopa tarasca – zupa charakterystyczna dla kuchni meksykańskiej regionu Michoacán, jednak serwowana w całym kraju.

## Charakterystyka i przygotowanie
Przepis powstał w sierpniu 1966 w lokalu Hostería de San Felipe w Pátzcuaro, należącym wówczas do Felipe Oseguera Iturbide, który chciał stworzyć charakterystyczne i niepowtarzalne danie. Współtwórczynią receptury była żona właściciela restauracji, Pamela Disher de Oseguera. W latach 60. XX wieku region był popularny wśród właścicieli kamperów ze Stanów Zjednoczonych i Kanady, w związku z czym zupa stała się od razu znana, tak dzięki publikacjom, jak i informacji szeptanej. Obecnie serwowana jest w wielu rejonach Meksyku, zarówno w wersji oryginalnej, jak i licznych wariantach. Lokal w którym powstała również nadal ją podaje, mimo że został włączony do jednej z sieci gastronomicznych. W oryginalnej wersji serwowana jest też w restauracji Don Rafa oraz w lokalu hotelu Portón del Cielo, gdzie jeden z potomków twórcy przestrzega lokalnych tradycji kulinarnych.

## Przygotowanie
Do przygotowania zupy potrzebne są: cebula, czosnek, przecier pomidorowy, liście laurowe, tymianek, majeranek, pieprz czarny, papryczki chili ancho, bulion, tortille i świeży ser pokrojone w paski, gęsta śmietana i olej kukurydziany.
Cebulę i czosnek podsmaża się na gorącym oleju, dodaje przecier pomidorowy i smaży, a następnie dolewa wodę, bulion, zioła i pieprz i gotuje przez dziesięć minut. Potem wrzuca się smażone papryczki chilli i tortillę i gotuje jeszcze przez pięć minut.

## Serwowanie
Zupę podaje się w pojedynczych talerzach ze smażoną tortillą, smażonymi paskami chili, paskami sera, łyżką śmietany i posiekaną komosą piżmową (epazote).